# オムリ・ベン・ハルーシュ
オムリ・ベン・ハルーシュ（ヘブライ語: עומרי בן הרוש、1990年3月7日 - ）は、イスラエルのサッカー選手。イスラエル代表。ポジションはDF。

## クラブ歴
ネタニヤでセファルディムの家系に生まれた。地元のマッカビ・ネタニヤFCの下部組織に8歳の頃に加入し、2009年8月3日にトップチームデビュー。4シーズンの在籍で合計125試合6得点3アシストの結果を残した。
2013年7月11日にマッカビ・テルアビブFCに55万8000ドルで移籍、3年契約を締結した。7月30日のUEFAチャンピオンズリーグ 2013-14で移籍後初出場。レギュラーのマネが負傷離脱したために出場機会を掴み取った。
2017年夏にマッカビ・ハイファFCに完全移籍。
2018年夏にジュピラー・プロ・リーグのスポルティング・ロケレンに完全移籍。しかし1シーズンでクラブはプロキシマス・リーグに降格した。

## 代表歴
アンダー代表としてはUEFA U-21欧州選手権2013に出場している。
2011年9月2日のUEFA EURO 2012予選のギリシャ代表戦でイスラエルA代表初出場。